# Приворотень Буша
Приворотень Буша (Alchemilla buschii) — вид трав'янистих рослин родини розові (Rosaceae), ендемік Криму.

## Опис
Багаторічна рослина заввишки 7–10 см. Листки запушені з обох сторін. Стебла висхідні. Лопатей листків 5, майже округлих, кожна з 4–6 широкими тупими зубцями. Рослини запушені відстовбурченими волосками всюди, крім гіпантія (розширена частина квітколожа) і квітконіжок нижніх квіток.

## Поширення
Європа: Україна — Крим.
В Україні зростає на відкритих схилах, яйлах — у гірському Криму, рідко (Карабі-Яйла, Коба, Каратау). Входить до переліку видів, які перебувають під загрозою зникнення на території Автономної Республіки Крим.